# جورج بورن (مهندس فضاء جوي)
جورج بورن (بالإنجليزية: George Born)‏ هو مهندس فضاء جوي أمريكي، ولد في 10 نوفمبر 1939 في Westhoff, Texas ‏ في الولايات المتحدة، وتوفي في 21 يناير 2016 في بولدر في الولايات المتحدة.